# Byatarayanahalli, Bangarapet
Byatarayanahalli là một làng thuộc tehsil Bangarapet, huyện Kolar, bang Karnataka, Ấn Độ.